# Joanna Drozdowska
Joanna Drozdowska (ur. 14 stycznia 1979 w Szczecinie) – Miss Polonia 2001, modelka, fotomodelka, aktorka niezawodowa.

## Kariera
Ukończyła Medyczne Studium Farmaceutyczne i Wyższą Szkołę Administracji Publicznej w Szczecinie. Zagrała w kilku filmach fabularnych: Los Chłopacos, Yyyreek!!! Kosmiczna nominacja czy Polisz kicz projekt... kontratakuje!, a także wcieliła się w rolę pielęgniarki w serialu komediowym Polsatu Daleko od noszy. Prowadziła program 100% Testosteron w Extreme Sports Channel.
Jest pierwszą Miss Polonią, która nie została wybrana przez jury, tylko telewidzowie TVN poprzez głosowanie Audiotele. Reprezentowała Polskę na międzynarodowych konkursach piękności: Miss World 2001; RPA i Miss Universe 2002. Jako fotomodelka brała udział w sesjach zdjęciowych do magazynów: popularnych, ślubnych, motoryzacyjnych, pracowała także jako hostessa. Jest pomysłodawczynią i założycielką klubu „M jak Miss” zrzeszającym finalistki konkursów piękności.

## Filmografia
- 2013: Wawa Non Stop – Joanna
- 2007–2008: Daleko od noszy – pielęgniarka Asia
- 2006: Polisz kicz projekt... kontratakuje! – obsada aktorska
- 2003: Los Chłopacos – recepcjonistka w hotelu „Novotel”
- 2002: Yyyreek!!! Kosmiczna nominacja – Imeil

## Reklama
Zagrała w kilku reklamach telewizyjnych (Era Tak Tak, Tymbark, Piwo Łomża, Szczepionka HPV oraz w filmie reklamującym Polskę w krajach UE).